# Cadmiumarsenid
Cadmiumarsenid ist eine anorganische chemische Verbindung des Cadmiums aus der Gruppe der Arsenide.

## Gewinnung und Darstellung
Cadmiumarsenid kann durch Reaktion von Cadmium mit einem mit Arsen-Dampf beladenen Wasserstoff-Strom dargestellt werden.
{\displaystyle \mathrm {3\ Cd+2\ As\longrightarrow Cd_{3}As_{2}} }

## Eigenschaften
Cadmiumarsenid ist ein dunkelgrauer geruchloser Feststoff, der eine tetragonale Kristallstruktur mit der Raumgruppe I41/acd (Raumgruppen-Nr. 142) und den Gitterparametern a = 1267 pm und c = 2548 pm besitzt. Die Struktur ist sehr komplex und besteht aus 32 Formeleinheiten in der Elementarzelle. Man kann sie als aus Ketten von Cd-Atomen und As-Atomen aufgebaut beschreiben, wobei jedes Cd-Atom tetraedrisch von vier As-Atomen und jedes As-Atom von sechs Cd-Atomen umgeben ist, wodurch ein dreidimensionales Netzwerk entsteht. Es gibt jedoch auch andere Modifikationen, so erfolgt ein Phasenübergang bei 615 °C. Das ebenfalls existierende Cadmiumdiarsenid CdAs2 ist ein grauer Feststoff, der durch Zusammenschmelzen von Cadmium und Arsen bei 650 °C im Vakuum gewonnen werden kann. Er besitzt eine tetragonale Kristallstruktur mit der Raumgruppe I4122 (Nr. 98).